# Iris Hahs-Hofstetter
Iris Hahs-Hofstetter (* 16. Juli 1908 in Tuttlingen; † 12. August 1986 in Königs Wusterhausen) war eine deutsche Malerin und Grafikerin.

## Leben und Werk
Der Vater von Iris Hofstetter, Karl Hofstetter (1871–1948), war ein bekannter Tuttlinger Fabrikant für chemisch-technische Produkte, Öle und Fette. Die Mutter, Emma Hoffstetter geb. Heldmaier (1873–1939) war 1920 Mitbegründerin des Tuttlinger „Hausfrauenhilfsbundes“, der dazu beitragen wollte, die Not nach dem Ersten Weltkrieg zu lindern. Ein Freund der Familie war Theodor Heuss. Die Schwester Ruth Pauline gründete 1919 eine demokratische Jugendorganisation und war zeitlebens politisch aktiv.
Iris Hofstetter absolvierte 1924 die Realschule und studierte danach bis 1930 an der Kunstgewerbeschule in Stuttgart. Dort begegnete sie Erwin Hahs, in dessen Malklasse an der Kunstgewerbeschule Burg Giebichenstein in Halle sie dann von 1927 bis 1930 studierte. Beide hatten ähnliche künstlerische Ansprüche und Lebensideale und gingen, obwohl Hahs noch verheiratet war, eine innige Beziehung ein. Sie heirateten 1932. Von 1930 bis 1932 arbeitete Iris Hofstetter als Werbegrafikerin für das Verkehrsamt Halle/Saale. Ab 1932 war sie in Halle freischaffend tätig. Ihre Arbeiten waren vom Geist des Expressionismus geprägt.
Nach der Machtübernahme der Nazis wurde Iris Hahs-Hofstetter wie ihr Mann mit Berufsverbot belegt. Sie konnten ihren Lebensunterhalt nur mit Hilfe von Freunden und kleinen Gelegenheitsaufträgen sichern. 1935 und 1940 wurden die Töchter Gunda und Gabriele geboren. 1944 zog die Familie nach Stendal, wo Hahs seit 1942 Zeichenlehrer war, und 1946 zurück nach Halle. Dort arbeitete Iris Hahs-Hofstetter weiter als freischaffende Malerin. 1956 ging die Familie nach Zernsdorf. Hier schuf Iris Hahs-Hofstetter vor allem Wachskreidearbeiten und Holzschnitte sowie Aquarelle, Pastelle, Gouachen und Zeichnungen, aber nur wenige Werke in Öl. Inhalt ihrer Arbeiten sind insbesondere Naturmotive, Porträts der Familienmitglieder und religiöse Themen. Es entstanden auch abstrakte Werke mit symbolhaftem Charakter. Nachdem ihr Mann schwer erkrankte, widmete Iris Hahs-Hofstetter sich seiner Pflege. Sie musste ihre künstlerische Tätigkeit stark einschränken und schuf nun vor allem kleine Wachskreidearbeiten voller Poesie. 1960 wurde sie mit der Begründung, dass die künstlerische Qualität ihrer Arbeiten nicht den Anforderungen des Verbandes entspricht und sie sich nicht mehr an Ausstellungen beteiligt, aus dem Verband Bildender Künstler der DDR ausgeschlossen. Damit hatte sie keine Möglichkeit mehr, an staatlichen Ausstellungen teilzunehmen.
Iris Hahs-Hofstetter hatte zwischen 1933 und 2007 Ausstellungen an mindestens 19 Orten, allein sieben in Halle. Sie war u. a. 1946/1947 in Leipzig auf der Ausstellung „Mitteldeutsche Kunst“ und 1949 in Dresden auf der 2. Deutschen Kunstausstellung vertreten. Ab 1960 gaben ihr nur noch die Evangelische Kirche und private Galerien Raum, ihre Arbeiten zu zeigen. Bilder wurden in christlichen Zeitungen, Zeitschriften und Jahreskalendern veröffentlicht. 1978 bat der Kunstdienst der evangelischen Kirche sie, ihr den 1977 entstandenen Holzschnitt „Christuskopf“ als Geschenk für das Patriarchat in Moskau zu überlassen. Die Ökumenische Aktionsgruppe Dresden wählte die 1972 entstandene Wachskreide-Arbeit „Aus den Seligpreisungen“ zu ihrem Logo.
Nachdem Erwin Hahs 1970 verstorben war, widmete sich Iris Hahs-Hofstetter der Aufarbeitung und Betreuung seines umfangreichen Lebenswerkes. U. a. stellte sie ein ausführliches Werkverzeichnis auf. Für 1987 bereitete sie eine große Jubiläumsausstellung vor. Obwohl sie eine starke eigenständige Künstlerin war, stand Iris Hahs-Hofstetter immer im Schatten von Erwin Hahs.
Bei ihrer Beisetzung auf dem Zernsdorfer Waldfriedhof sagte ein langjähriger Vertrauter, der Theologe und Maler Joachim Lehmann: „Ihr Leben war geprägt vom christlichen Glauben. Sie war eine fromme Frau und versuchte, ihren Glauben auch zu leben und in der Kunst zu gestalten.“
Der künstlerische Nachlass Iris Hahs-Hofstetters besteht aus etwa 600 Ölgemälden, Aquarellen, Holzschnitten und Zeichnungen und befindet sich weitgehend im Besitz der Erben.
In Zernsdorf wurde eine Straße nach Iris Hahs-Hofstetter benannt.

## Buchillustrationen
- Gerhard Rostin (Hrsg.): Es kommt ein Stern gezogen. Ein Weihnachtsbuch. Union-Verlag, Berlin 1961, DNB 451169921.
- Der Sonnengesang des Franz von Assisi. Evangelische Verlagsanstalt, Berlin 1962, DNB 451334140 (mit Reproduktionen von neun Holzschnitten)